# NGC 5893
NGC 5893 is een balkspiraalstelsel in het sterrenbeeld Ossenhoeder. Het hemelobject werd op 9 april 1787 ontdekt door de Duits-Britse astronoom William Herschel.

## Synoniemen
- UGC 9774
- MCG 7-31-42
- ZWG 221.41
- IRAS 15117+4208
- PGC 54351